# Harridslev
Harridslev – miasto w Danii, w regionie Jutlandia Środkowa, w gminie Randers.